# 波巴/奇奇效应

实验所用的图形：大多数人会认为左边的图形是kiki，右边的图形是bouba。

Bouba/Kiki效应是一种语言学现象，涉及到语言和其他感觉之间的联系。当被问及何为bouba，何为kiki时，有90%以上的受试者会认为较圆滑的形状是bouba，而有尖角的形状是kiki。
此效应首先由德國心理學家沃尔夫冈·苛勒於1929年发现。当时他在特内里费岛（主要语言是西班牙语）做了类似的实验，使用了类似的形状并询问何为 "takete"，何为 "baluba" （1947年版本为“maluma”）。实验结果显示偏好将作为圆滑形状作为baluba，尖角形状作为takete。
2001年，维莱亚努尔·拉马钱德兰和Edward Hubbard对美国大学生和说泰米尔语的印度人重复了苛勒的实验。这次可选择的单词改为“kiki”和“bouba”。两组的实验结果相似，95%至98%的人选择圆滑图形为“bouba”，尖角图形为“kiki”。Daphne Maurer等人的研究显示2.5岁的儿童（尚未达到识字年龄）也可发生此效应。
当使用已知的名字与图片配对时，这个效应也会出现。这意味着即使受測者对语言刺激有一定的熟悉，这个现象也不会消失。一项研究显示人们会将“Molly”之类的名字与圆滑的形状配对，将“Kate”之类的名字与尖角的形状配对。另外人们也会将不同的人格特质与两组名字联系起来（比如将随和的性格联系到更为“圆滑”的名字，将果决的性格联系到更为“尖锐”的名字）。这暗示了一些抽象概念可能对这个效应的影响。